# Noelia Rigo
Noelia Cecilia Rigo Barea (Salta, 1988) es una licenciada en Kinesiología y Fisioterapia y también política argentina que actualmente se desempeña como Diputada de la Provincia de Salta en representación del departamento de la Capital.

## Biografía
Noelia nació en 1988 y estudió kinesiología en la Universidad Nacional de Tucumán.
Es dueña y co-socia del centro de estética, "Balance Salud y Belleza".
Su participación en política se dio en 2019 cuando Mónica Juárez la invita a formar parte de la lista de diputados provinciales del partido Todos por Salta. Noelia era la masajista de Mónica y esta última le ofreció ser parte de la misma durante un masaje. Juárez le habría explicado que solo era para llenar la lista, una formalidad pero en esa elección la exconductora de Tribu Urbana gana en la categoría de diputados con un total de 55.275 votos superando a Matías Cánepa y a Cristina Fiore sus perseguidores inmediatos. Tales resultados le valieron al espacio un total de tres bancas por lo tanto Juárez, Omar Exeni y Noelia Rigo fueron elegidos como diputados provinciales por el periodo 2019-2023.
Luego de asumir como diputada integró el bloque Salta tiene Futuro ligado al gobernador Gustavo Sáenz.  Exeni integró junto a Jarsún el bloque Todos por Salta y Juárez pasó a formar parte del bloque 8 de octubre.
Una vez que ingresó a la Cámara de Diputados de la Provincia de Salta su relación con su compañera de lista se cortó y no mantendrían ningún diálogo.
Su compañera de lista, Mónica Juárez, la denunció en la Cámara de Diputados de la Provincia de Salta por haber presentado un proyecto muy similar al de su autoría con fecha posterior a la presentación del de ella.
Fue parte de la comisión investigadora que analizó el caso del diputado Fabio Rodríguez que estuvo acusado de cobrar el sueldo de una asesora que nunca supo que estaba en dicha función. También fue autora de un proyecto que buscaba prohibir el funcionamiento de masajistas que no posean el título de kinesiólogos.
En las elecciones de 2023 no fue candidata a renovar su banca, despidiéndose así de la participación política.